# 谷川恵一 (アナウンサー)
谷川 恵一（たにかわ けいいち、1981年12月15日 - ）は、北陸放送 (MRO) のアナウンサー。

## 来歴
大阪府松原市で生まれ、大阪市東成区や石川県金沢市などで育つ。
金沢市立高尾台中学校、石川県立金沢泉丘高等学校を経て、立命館大学産業社会学部を卒業後、他業種の企業での営業職を経て、2007年に北陸放送に入社。

## 人物
「乗り鉄」を自称し、時刻表検定2級と鉄道テーマ検定2級も取得しているほどの鉄道ファン。

## 担当番組
太字は現在出演中の番組。

### テレビ
- 谷川恵一のみもの劇場 - いわゆる番宣番組。
- 情報ロック レオスタ - ナレーション担当
- ようこそ！谷川交通
- いしかわポジティブ宣言 月曜から絶好調!!（2014年2月10日） - 北陸新幹線W7系の製造現場（川崎重工業兵庫工場）を取材。
- MROニュース[2]
- 北陸新幹線金沢開業特別番組 未来へのレール〜新幹線時代の幕開け（2015年3月14日）
- 高校ラグビー中継[6]
- 金沢百万石まつり特番
- タニーのGOGO韓国（2015年8月30日）
- MROテレビ開局60周年特番 サンキューMリバディ！（2018年12月1日）
- レオスタ - 月曜・県内スポーツコーナーキャスター
- 本当は知らない！沖縄なるほど調査ツアー！（2017年7月22日）
- 石川トヨタHAATグループスポーツスペシャル 金沢マラソン2017（2017年10月29日）
- 絶好調W（2018年3月14日）
- 東京で発見！石川のご自慢（2018年3月28日） - ナレーション担当
- THE TIME,（2022年1月18日 - ） - 列島中継レポーター

### ラジオ
- 今日も“シャキ”っと - 2007年度にはレポーター、2008年度にはメイン。
- 好キっとモーニング
- 土リクの大爆奏!
- 竜香のあぶない8時
- 石川名物!GOGOは本多町3丁目 - 火曜日から金曜日のラジオカーレポーター
- 好キっと土曜日!
- いち・にの・SUNDAY
- げつきんワイド!おいね★どいね - 水曜第1部・木曜第1部パーソナリティ
- 有限会社 タニカワ旅行社
- スポーツ中継[2]
- 夜は本多町パラダイス - 「水曜日はミラクル☆ナイト」（ナイターオフシーズンのみ）、「タニーの金曜反省会。」担当
- イブニングソニック
- 石川トヨタHAATグループスポーツスペシャル 金沢マラソン2015（2015年11月15日）
- おいね★どいね - 火曜パーソナリティ、木曜ラジオカー担当
- 武田勝のボールパークにようこそ（2017年4月1日 - 9月30日）
- 週刊あスポー!!
- モリラジ! (2023年4月1日 - 2024年3月30日) - パーソナリティ
- 谷川恵一 そろそろ。 (2024年4月6日 - ) - MC
- 地方創生プログラム ONE-J（TBSラジオの制作・MBSラジオを含むJRN32局ネットの生放送番組） - 2023年9月24日放送分でパートナー代理を担当。

以下は、令和6年能登半島地震に関連して出演した他社制作のラジオ番組で、いずれもMROからの出演。
- 荻上チキ・Session（TBSラジオ制作、2024年1月16日） - 19時台「Frontline Session」内で現地報告を兼ねて出演
- 辛坊治郎ズーム そこまで言うか!（ニッポン放送制作、2024年1月17日） -  電話出演（MROでは放送無し）
- 谷川恵一のオールナイトニッポンGOLD（ニッポン放送制作、2024年1月19日） - パーソナリティ。本来は上柳昌彦と共同で担当する予定だったが、上柳の喉の不調により単独で担当。
- 局名告知（オープニングアナウンス担当）